# Зінченко Віктор Борисович
Зінченко Віктор Борисович — професор, кандидат педагогічних наук, завідувач кафедри фізичного виховання Гуманітарного інституту Національного авіаційного університету.

## Біографія
Народився 12 жовтня 1947 р. у м. Києві (Україна).
У 1969 р. закінчив педагогічний факультет Київського державного інституту фізичної культури за спеціальністю «Фізична культура і спорт».

У 1970-1994 рр. працював у Київському державному університеті ім. Т. Г. Шевченка:
- 1970-1974 рр. — асистент кафедри фізичного виховання;
- 1974 — 1983 рр. — старший викладач кафедри педагогіки;
- 1989 — 1994 рр. — доцент;
- 1986 — 1994 рр. — завідувач кафедри фізичного виховання.

З 1989 р. — доцент кафедри фізичного виховання Національного авіаційного університету.

У 1995–2002 рр. — заступник генерального директора СП Україна-Швеція, виконавчий директор товариства культурних зв'язків Україна-Чехія.

З 2005 р. — професор кафедри фізичного виховання Національного авіаційного університету.

З 2006 р. працює завідувачем кафедри фізичного виховання Національного авіаційного університету.

## Наукові досягнення
Наукові дослідження Зінченко В. Б. пов'язані з:
- вивченням системи фізичного виховання студентів;
- наступності фізичного виховання між середньою школою та вузом;
- стану здоров'я, фізичного розвитку та фізичної підготовленості студентів І курсу;
- рекреації та реабілітації студентів;
- професійно-прикладної фізичної підготовленості студентів технічних вищих навчальних закладів;
- мотивації занять фізичним вихованням серед молоді;
- впливу занять фізичною культурою на розумову працездатність у студентів.

У 1976 р. захистив дисертацію за темою «Шляхи вдосконалення системи фізичного виховання студентів» на здобуття наукового ступеня кандидата педагогічних наук за спеціальністю «Теорія та історія педагогіки».

## Почесні звання та нагороди
2007 р. — нагороджений почесним знаком «Відмінник освіти України».

2008 р. — отримав звання «Заслужений працівник освіти України».

## Наукова робота
Зінченко В. Б. автор понад 65 наукових видань.

Серед них такі:

1. Зинченко В. Б. Пути совершенствования системы физического воспитания студентов. — К.: КДУ, 1977. — 95 с.

2. Зінченко В. Б. Методичні рекомендації щодо використання відновлювальних засобів у режимі дня студентів. — К.: КДУ, 1988. — 65 с.

3. Зінченко В. Б. Свідомість здоров'я та спосіб життя людини в їх взаємозв'язку з життям суспільства. — К.: КДУ. 1991. — 75 с.

4. Зінченко В. Б. Методичні рекомендації щодо використання системи природного оздоровлення П. К. Іванова. — К.: КНУ, 2002. — 25 с.

5. Зінченко В. Б. Використання відновлювальних засобів при самостійних заняттях фізичною культурою студентами. — К.: НАУ, 2005. — 35 с.

6. Зінченко В. Б., Усачов Ю. О. Фітнес-технології у фізичному вихованні. Навчальний посібник. — НАУ, 2011. — 152 с. (гриф МОН України № 1/11-7514 від 10.08.2011). 

7. Зинченко В. Б., Тарнавска Т. В. Физическое воспитание студентов в методическом объединении «Настольный теннис». — Одесса: «Наука и техника», 2011. — С. 426—429.

8. Зінченко В. Б., Жуков В. О., Козубей П. С. Використання сучасних фітнес-програм і технологій у фізичному вихованні студентів. — Бердянськ: БДПУ, 2011. — С. 103—106.